# الکس مارسک
الکس مارسک (به انگلیسی: Axel Mærsk) یک کشتی است که طول آن ۳۵۲ متر (۱٬۱۵۵ فوت) می‌باشد. این کشتی در سال ۲۰۰۳ ساخته شد.